# Andrzej Przybielski
Andrzej Grzegorz Przybielski (Bydgoszcz, Polonia, 9 de agosto de 1944 – 9 de febrero de 2011) fue un trompetista de jazz polaco asociado con las corrientes de jazz de vanguardia y de free-jazz.

## Carrera
Egresado de la Escuela Técnica Superior de Bydgoszcz, Andrzej Przybielski debutó en el jazz tradicional y jugó con Bogdan Ciesielski y Jacek Bednarek en un grupo llamado "Traditional Jazz Group". Hasta mediados de los años 60, tocó la corneta y la trompeta en los estilos blues y Dixieland, con modelos como Dizzy Gillespie y Miles Davis.

En 1968, junto con el Gdansk Trío ganó el Jazz nad Odrą (Jazz a bordo del Óder). En 1969, junto con la Fundación de Música Moderna, participó en el festival Jazz Jamboree.

Compuso para el Teatro Nacional de Warszawa, el Performer Theatre de Zamość y el Witkacy Theatre de Zakopane. Colaboró con músicos como: Helmut Nadolski, Jacek Bednarek, Andrzej Kurylewicz, Czesław Niemen, Tomasz Stańko, Stanisław Sojka, Adam Hanuszkiewicz, Wanda Warska, los hermanos Marcin Oleś y Bartłomiej Oleś, Ryszard Tymon Tymański, Wojciech Konikewicz y Józef Skrzek. Fue colíder y coautor de los grupos Sesja, Big Band Free Cooperation y Acoustic Action.

A comienzos de la década de los noventa fundó su propio grupo en su ciudad natal de Bydgoszcz, denominándolo Asocjacja Andrzeja Przybielskiego (La Sociedad de Andrzej Przybielski). Estaba formado por los siguientes músicos: Karol Szymanowski (vibráfono), Andrzej Kujawa (bajo), Józef Eljasz (percusión). Un año después, formó otro grupo con Grzegorz Nadolny (bajo) y Grzegorz Daroń (percusión). La asociación constituyó el principal proyecto creativo de este músico, desarrollando una gran actividad con los mismos intérpretes hasta el final de su vida, ofreciendo gran número de conciertos por toda Polonia y resto de Europa.

Además, contribuyó a la corriente del Yass. Se le puede escuchar en el Mózg Club de Bydgoszcz, especialmente en compañía de los grupos Sing Sing Penelope y NRD.

Andrzej Przybielski falleció el 9 de febrero de 2011. Fue enterrado en el cementerio municipal de Bydgoszcz el 15 de febrero de 2011.

El 9 de febrero de 2012, primer aniversario del artista ya muerto, Zdzisław Pająk publicó su biografía Maluj muzykę, bracie. Andrzej Przybielski 1944-2011 (Pinta la música, hermano. Andrzej Przybielski 1944-2011).

## Discografía
- Jazz Jamboree 1969 – Cuarteto Andrzej Przybielski Żeberówka (1969, composición No 2)
- Jazz Jamboree 1970 - Andrzej Kurylewicz Formación de Música Contemporánea & Wanda Warska (1970, composiciones No 3 al No 6)
- Czeslaw Niemen – Niemen vol. 2 Marionetki (Títeres) (1973)
- SBB – Sikorki (Carboneros) (1973–1975)
- SBB – Wicher w polu dmie (Tormenta de mediodía) (1973–1975)
- Niobe – Programa TV (1975)
- Andrzej Przybielski/Aleksander Korecki - Lykantropia (Licantropía) animación de Piotr Dumała (1981)
- Stanisław Sojka – Sojka Canta a Ellington (1982)
- Andrzej Przybielski – W sferze dotyku (En la esfera del tacto) (1984)
- Biezan/Dziubak/Mitan/Nadolski/Przybielski – Klub Muzyki Nowej Remont (Club Musical New Remont) (1984)
- Przedstawienie Hamleta we wsi Głucha Dolna – Programa TV (1985)
- Free Cooperation – Taniec Słoni (La danza de los elefantes) (1985)
- Green Revolution – Banda sonora original Na całość (1986)
- Free Cooperation – En el Instituto (1986)
- Tomasz Stańko – Peyotl Witkacy (1988)
- Stanisław Sojka – Radioaktywny (Radioactividad) (1989)
- Free Cooperation – La voz de nuestro Maestro (1989)
- Variété – Variété (1993)
- Stół Pański – Gadające drzewo (El árbol hablador) (1997)
- Mazzoll, Kazik i Perfección Arrítmica – Rozmowy s catem (1997)
- Maestro Trytony – Enoptronia (1997)
- Tribute to Miles Orchestra – Live - Akwarium, Warszawa (1998)
- Stanisław Sojka & Andrzej Przybielski – Sztuka błądzenia (El arte de deambular) (1999–2000)
- Custom Trio – Free Bop (2000)
- The Ślub – Pierwsza (Primero) (2000)
- Custom Trio (Andrzej Przybielski/Marcin Oleś/Brat Oleś/Janusz Smyk) – Live (2001)
- Andy Lumpp Trio & Andrzej Przybielski – Música del planeta Tierra (2000)
- Tymon Tymański & The Waiters – Theatricon Plixx (2001)
- KaPeLa Trio & Andrzej Przybielski – Barwy przestrzeni (Los colores del espacio) (2002) - no publicado
- The Ślub – Druga (Segundo) (2002) - no publicado
- Orkiestra Świętokrzyska (Orchestra de la Santa Cruz) – Wykłady z Geometrii Muzyki (Conferencias sobre la geometría de la música) (2003)
- Andy Lumpp Trio & Andrzej Przybielski – Musica Ex Spiritu Sancto (2003)
- Konikiewicz/Przybielski – Antyjubileusz (Anti Jubileo) (2003) – no publicado
- United Power of Fortalicje – Live - Teatr Performer, Zamość (2003) - no publicado
- Transtechnologic Orchestra (Przybielski, Konikiewicz) 2CD – Live - Teatr Mały, Warszawa (2003) - no publicado
- Andrzej Przybielski/Marcin Oleś/Brat Oleś – música del programa teatro TV Pasożyt (Parásito) (2003)
- Andrzej Przybielski/Marcin Oleś/Brat Oleś – Abstracto (2005)
- Asocjacja Andrzeja Przybielskiego (Andrzej Przybielski Association, con Andrzej Przybielski (trompeta), Yura Ovsiannikow (saxo), Grzegorz Nadolny (bajo) y Grzegorz Daroń (percusión)) - Sesja Abierto (2005) - publicado el 16 de agosto de 2011 por la Oficina Municipal de Cultura de Bydgoszcz, como concierto tributo a Andrzej Przybielski.
- Green Grass - Blues dla Majki (Blues para Majka) (2007)
- The Ślub – Trzeciak (Tercero) (2010) - no publicado
- Sing Sing Penelope et Andrzej Przybielski – Stirli Gente (2010)
- Question Mark – Laboratorio (2010)
- Andrzej Przybielski/Marcin Oleś/Brat Oleś – De Profundis (2011)
- Andrzej Przybielski/Jacek Mazurkiewicz/Paweł Osicki - Tren Żałobny (Tren fúnebre) (2011)

## Reconocimiento
El 14 de febrero de 2011, Andrzej Przybielski fue nombrado a título póstumo Krzyż Kawalerski Orderu Odrodzenia Polski (Caballero de la Cruz de la Orden Polonia Restituta).